# Om du säger som det är
Om du säger som det är är ett studioalbum av dansbandet Sannex från 1990. Detta är gruppens debutalbum.

## Låtlista
1. Twist and Shout (K.Ljung - Claes.Björnelius)
2. I kärlekens namn (M.Klaman-Keith Almgren)
3. Lite mer (T.Kaså)
4. Sången över havet (M.Klaman-H.Skoog)
5. En sång ur mitt hjärta (M.Klaman-Keith Almgren)
6. Å en sån morgon (K.Ljung)
7. Det var det ingenting på (B.Ulvaeus-B.Andersson-S.Anderson)
8. Det e' fredag (K.Ljung)
9. Älska mej (R.Vonne)
10. Nu bubblar blodet (A.Glenmark)

9#Varje liten ros (M.Klaman-H.Skoog)
1. Om du säger som det är (L.Holm)